# Emma Frost
Emma Grace Frost, ook bekend als White Queen, is een personage uit de strips van Marvel Comics. Ze werd bedacht door Chris Claremont en John Byrne, en verscheen voor het eerst in Uncanny X-Men #129 (januari 1980).
Frost is een mutant. Ze bezit onder andere telepathische gaven, en kan geheel in diamant veranderen. In de loop der jaren is ze zowel een vriend als vijand van de X-Men geweest. Frost werd in 2001 lid van de X-Men, maar was vroeger lid van de vijandelijke Hellfire Club, waarin ze ook de Hellions trainde.

## Biografie
Frost verscheen voor het eerst in de strips als de Witte Koningin van de Hellfire Club, een groep van rijke mutanten die de wereld wilden veroveren. Tijdens haar periode bij de Hellfire Club had ze zelf ook een school voor mutanten genaamd de Massachusetts Academy. Deze was een rivaal van Charles Xaviers “School for Gifted Youngsters”. Frosts leerlingen van deze school stonden bekend als het superschurkenteam Hellions, en vochten geregeld met Xaviers studenten, de New Mutants. Een van Frosts leerlingen was Angelica Jones, alias Firestar, die ze probeerde op te leiden tot haar persoonlijke lijfwacht en huurmoordenaar. Jones ontdekte Emma’s ware plannen en keerde zich tegen haar.
Toen de tijdreizende mutant Trevor Fitzroy de mutantenjagende robotten de Sentinels losliet, werden Frost en haar Hellions een van hun eerste doelwitten. Bij de aanval belandde Frost in een coma, en vrijwel alle Hellions vonden de dood. Terwijl ze in coma lag werd Frost verzorgd op Xaviers academy. Toen ze bijkwam nam ze bezit van het lichaam van de mutant Iceman, en gebruikte zijn ijskrachten op een manier die hij zelf nooit voor mogelijk had gehouden. Ze gebruikte hem om te ontsnappen aan de X-Men. Maar toen ze ontdekte dat bijna al haar studenten dood waren, overtuigde Xavier haar om Icemans lichaam te verlaten.
Frost werkte samen met de mutant Banshee (Sean Cassidy) om een groep jonge mutanten genaamd Generation X te begeleiden. Frost gaf deze mutanten les op haar eigen school, en langzaam won ze niet alleen hun vertrouwen, maar ook dat van de X-Men en zelfs dat van Firestar. Alles liep echter verkeerd toen Frosts zus Adrienne Frost een bomaanslag pleegde op Emma’s school. Emma spoorde Adrienna op en doodde haar. Daarna trok ze zich terug van haar studenten, waardoor Generation X uit elkaar viel.
Frost reisde naar Genosha en begon daar een nieuwe mutantenschool, totdat Genosha ook door Sentinels werd aangevallen. Frost overleefde de aanval omdat haar tweede mutatie, de gave om in diamant te veranderen, geactiveerd werd door Cassandra Nova. Ze sloot zich an bij de X-Men en werd een docent aan Xaviers school. Ze begon ook een relatie met de X-Men leider Cyclops, die op dat moment vervreemd raakte van zijn vriendin Jean Grey. Nadat Professor X zich terugtrok namen Emma en Cyclops de leiding over de school op zich. Emma werd hier tevens leider van een nieuw team van Hellions.
In het verhaal X-Men: Phoenix - Endsong vochten de X-Men opnieuw tegen de Phoenix die Jean Grey weer tot leven had gebracht. In een poging de Phoenix Force te vangen bood Emma haar lichaam aan als nieuw gastlichaam. Ze kon de enorme kracht echter niet beheersen omdat ze geen Omega-level mutant was, en Jean nam de Phoenix Force weer over.
Tijdens de House of M verhaallijn creëerde Scarlet Witch een alternatieve realiteit. In deze realiteit waren Emma en Cyclops getrouwd en hadden ze drie kinderen. Zij was samen met Wolverine een van de eersten die beseften dat dit niet de werkelijkheid was. Nadat Scarlet Witch duizenden mutanten machteloos maakte en daarmee het aantal studenten voor Xaviers school enorm deed krimpen, stelden Scott en Emma een team van studenten samen als de nieuwe X-Men.

## Krachten en vaardigheden
Emma Frost kan zowel een menselijke vorm met telepathische krachten als een diamanten vorm met toegenomen kracht aannemen.
Sinds haar introductie in de strips heeft Frost al de telepathische gave om gedachten te lezen en over te brengen, iemands gedachten te beheersen, geheugens te veranderen, astrale projectie en geconcentreerde stralen van mentale energie (genaamd “psi bolts”) af te vuren. Ze is zeer bedreven in het maken van elektronische apparaten die haar krachten kunnen versterken of blokkeren. Ze kan zich gemakkelijk staande houden tegen andere telepaten zoals Rachel Summers.
Gedurende de aanval van Sentinels op Genosha ontwikkelde Frost een tweede gave. Ze kan haar lichaam in een flexibele organische diamantachtige substantie veranderen. In deze vorm is ze ongevoelig voor elke vorm van fysieke schade en kan met haar diamanten lichaam een enorm gewicht dragen (hoe sterk ze precies is verschilt per strip). Frost kan in haar diamanten vorm niet haar telepathische krachten gebruiken, hoewel sommige verhalen dit tegenspreken.
Gedurende de jaren is gesuggereerd dat Frost ook telekinetische gaven heeft.

## Ultimate Emma Frost
De Ultimate Marvel versie van Emma Frost verscheen voor het eerst in Ultimate X-Men #42. Deze versie van Emma Frost is een voormalige student van Professor X. Zij en Charles hadden zelfs korte tijd een relatie, maar dit liep stuk vanwege een meningsverschil over hoe een school voor mutanten geleid moest worden (Charles dacht dat zijn studenten zo veel mogelijk beschermd moeten worden tegen mensen, Emma vond dat de relaties tussen mensen en mutanten juist veel gestimuleerd moeten worden). Emma richtte daarom haar eigen school op in Chicago.
De Ultimate Emma Frost kan ook haar lichaam in diamant veranderen, maar voor zover bekend heeft ze geen telepathische gaven.

## Emma Frost in andere media
- In de animatieaflevering Pryde of the X-Men uit 1989 verscheen Emma Frost als lid van Magneto’s Brotherhood of Mutants. Haar stem werd gedaan door Susan Silo.
- Frost verscheen in de X-Men animatieserie als de White Queen van de Inner Circle Club (de naam die in de serie werd gegeven aan de Hellfire Club).
- Finola Hughes speelde Emma Frost in de televisiefilm Generation X uit 1996. Ook hierin wordt Frost bij haar Hellfire Clubnaam White Queen genoemd.
- Emma Frost verscheen in enkele videospellen als zowel een vijand als bespeelbaar personage.
- Emma Frost heeft een bijrol in de film X-Men Origins: Wolverine. Hierin wordt ze gespeeld door Tahyna Tozzi.
- Emma Frost heeft een rol in de film X-Men: First Class. Hierin wordt ze gespeeld door January Jones.
- Emma Frost is een van hoofdrolspelers in de anime-variant van X-Men.